# Thập niên 70
Thập niên 70 hay thập kỷ 70 chỉ đến những năm từ 70 đến 79.